# Stadsliknande samhällen i Mahiljoŭs voblast
Stadsliknande samhällen i Mahiljoŭs voblast i Belarus har kriterier för ortskategorierna bestämda i enlighet med Belarus lag (den 5 maj 1998 № 154-Z) ”Om administrativa och territoriella uppdelningen och om ordningen för att lösa frågor om den administrativa och territoriella anordningen i Republiken Belarus”.
Stadsliknande samhällen är indelade i följande underkategorier:
- köpingar (гарадскія пасёлкі eller haradskija pasiolki (belarusiska); också förut мястэчкі eller miastečki (belarusiska)) – orter med folkmängd mera än 2 000 invånare som har industriella och kommunala företag, sociala och kulturella institutioner, handelsföretag, matserveringar, hushållstjänster;
- kurorter (курортныя пасёлкі eller kurortnyja pasiolki (belarusiska)) – orter med folkmängd på minst 2 000 invånare som har hälsohem, semesterhem, pensionat, övriga rekreationsinstitutioner, handelsföretag, matserveringar och hushållstjänster, kultur- och utbildningsinstitutioner;
- municipalsamhällen (рабочыя пасёлкі eller rabočyja pasiolki (belarusiska)) – orter med folkmängd på minst 500 invånare som är placerade vid industriella anläggningar, kraftverk, byggnadsarbeten, järnvägsstationer och övriga mål.

## Karta över stadsliknande samhällen i Mahiljoŭs voblast
Stadsliknande samhällen med folkmängd:
|  |  | – 10 000 och mera       |
|  |  | – från 5 000 till 9 999 |
|  |  | – från 2 000 till 4 999 |
|  |  | – 999 och mindre        |

Den gröna färgen indicerar stadsliknande samhällen med ökande folkmängd, och den röda med minskande folkmängd.

## Antal stadsliknande samhällen och folkmängd
Den 14 oktober 2009 (folkräkning) fanns det i Mahiljoŭs voblast 9 stadsliknande samhällen, däribland 6 köpingar och 3 municipalsamhällen:
| Folkmängd             | Antal | Antal i procent | Personer | Personer i procent |
| --------------------- | ----- | --------------- | -------- | ------------------ |
| 10 000 och mera       | 1     | 11,11 %         | 10 688   | 22,80 %            |
| från 5 000 till 9 999 | 4     | 44,44 %         | 28 138   | 60,01 %            |
| från 2 000 till 4 999 | 2     | 22,22 %         | 5 970    | 12,73 %            |
| från 1 000 till 1 999 | 1     | 11,11 %         | 1 319    | 2,81 %             |
| 999 och mindre        | 1     | 11,11 %         | 771      | 1,64 %             |
| Summa                 | 9     | 100,00 %        | 46 886   | 100,00 %           |

Den 1 januari 2016 fanns det bara 8 stadsliknande samhällen, däribland 6 köpingar och 2 municipalsamhällen.

## Lista över stadsliknande samhällen i Mahiljoŭs voblast
Latinska namnen på listan är skrivna i enlighet med de officiella nationella och internationella translitterationsreglerna.

| Nr | Vapen | Namn (latinskt) | Namn (kyrilliskt) | Status                        | Distrikt (rajon)      | Folkmängd (folkräkning, 2009) | Folkmängd (beräkning, 2016) | Förändring |
| -- | ----- | --------------- | ----------------- | ----------------------------- | --------------------- | ----------------------------- | --------------------------- | ---------- |
| 1  |       | Bialyničy       | Бялынічы          | köping                        | Bialyničy distrikt    | 10 688                        | 10 220                      | −4,38 %    |
| 2  |       | Kruhlaje        | Круглае           | köping                        | Kruhlaje distrikt     | 7 529                         | 7 620                       | +1,21 %    |
| 3  |       | Hlusk           | Глуск             | köping                        | Hlusks distrikt       | 7 402                         | 7 233                       | −2,28 %    |
| 4  |       | Chocimsk        | Хоцімск           | köping                        | Chocimsks distrikt    | 7 084                         | 6 447                       | −8,99 %    |
| 5  |       | Krasnapollie    | Краснаполле       | köping                        | Krasnapollie distrikt | 6 123                         | 5 844                       | −4,56 %    |
| 6  |       | Drybin          | Дрыбін            | köping                        | Drybins distrikt      | 3 298                         | 3 031                       | −8,10 %    |
| 7  |       | Jalizava        | Ялізава           | municipalsamhälle             | Asipovičy distrikt    | 2 672                         | 2 491                       | −6,77 %    |
| 8  |       | Tatarka         | Татарка           | municipalsamhälle             | Asipovičy distrikt    | 771                           | 720                         | −6,61 %    |
| −  |       | Hluša           | Глуша             | municipalsamhälle (till 2012) | Babrujsks distrikt    | 1 319                         |                             |            |

## Bildgalleri

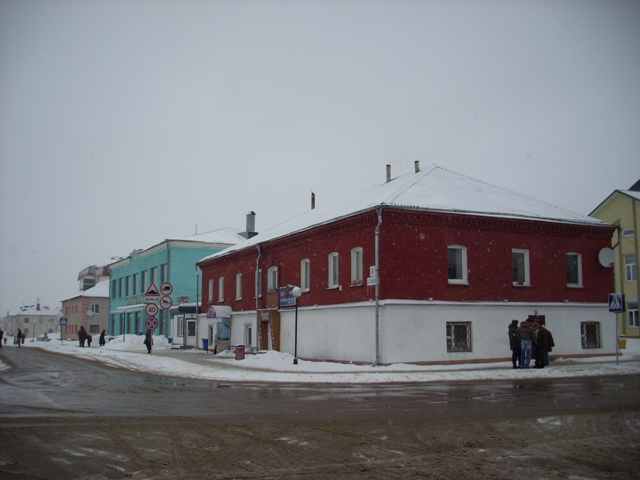
Bialyničy
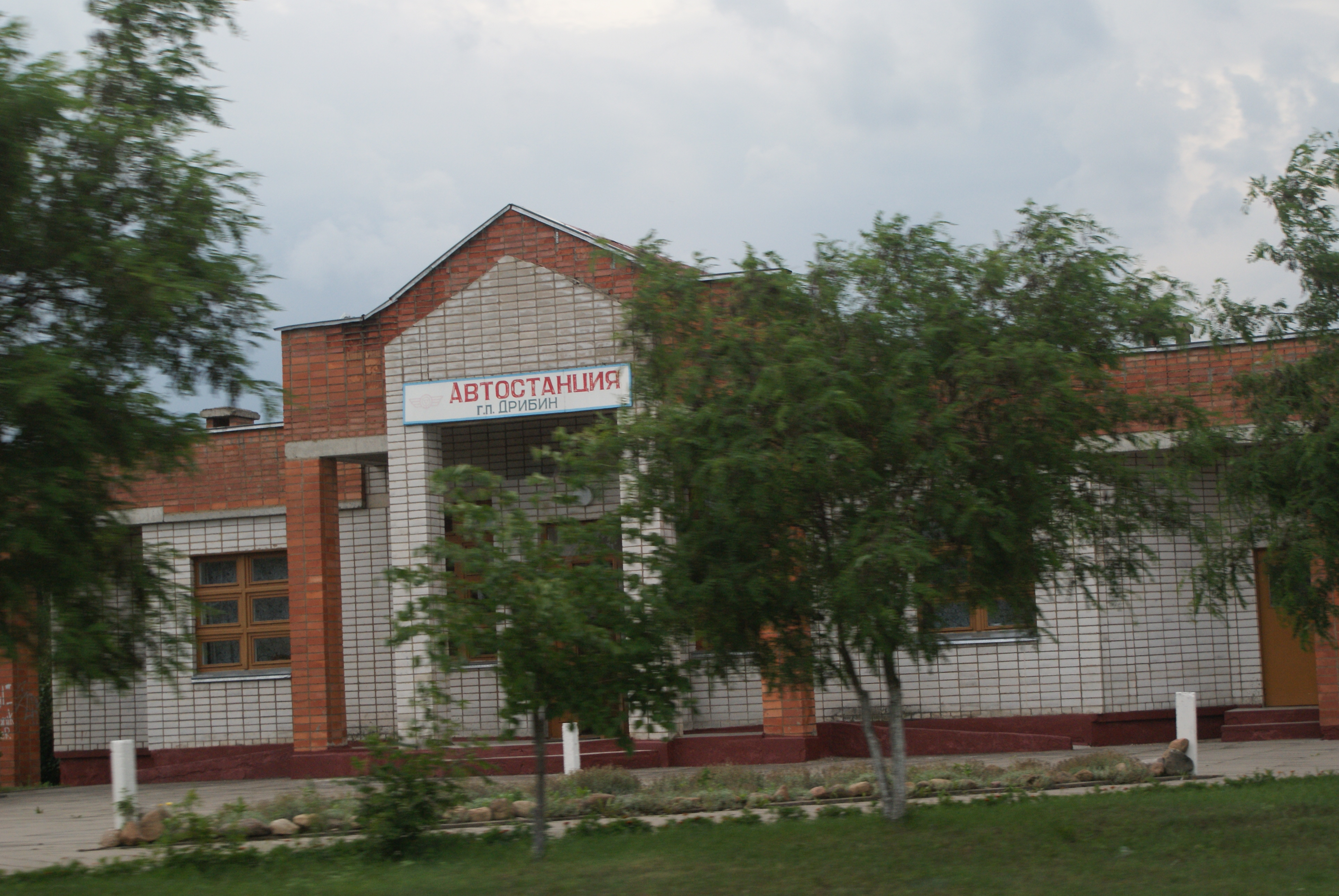
Drybin
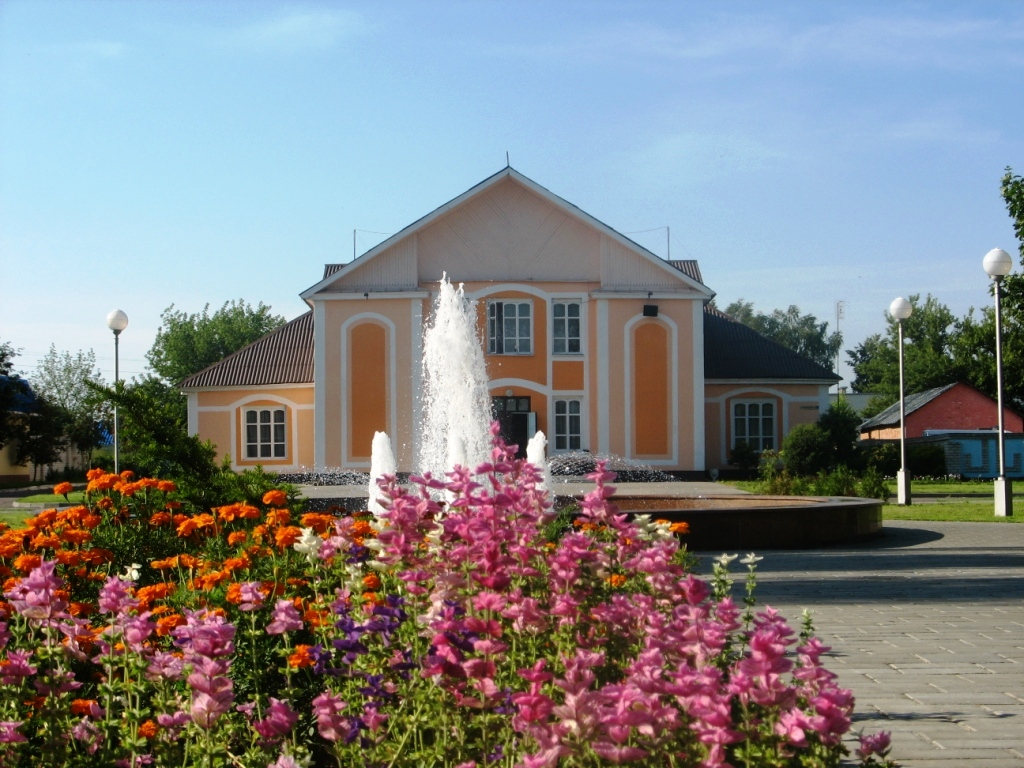
Hlusk
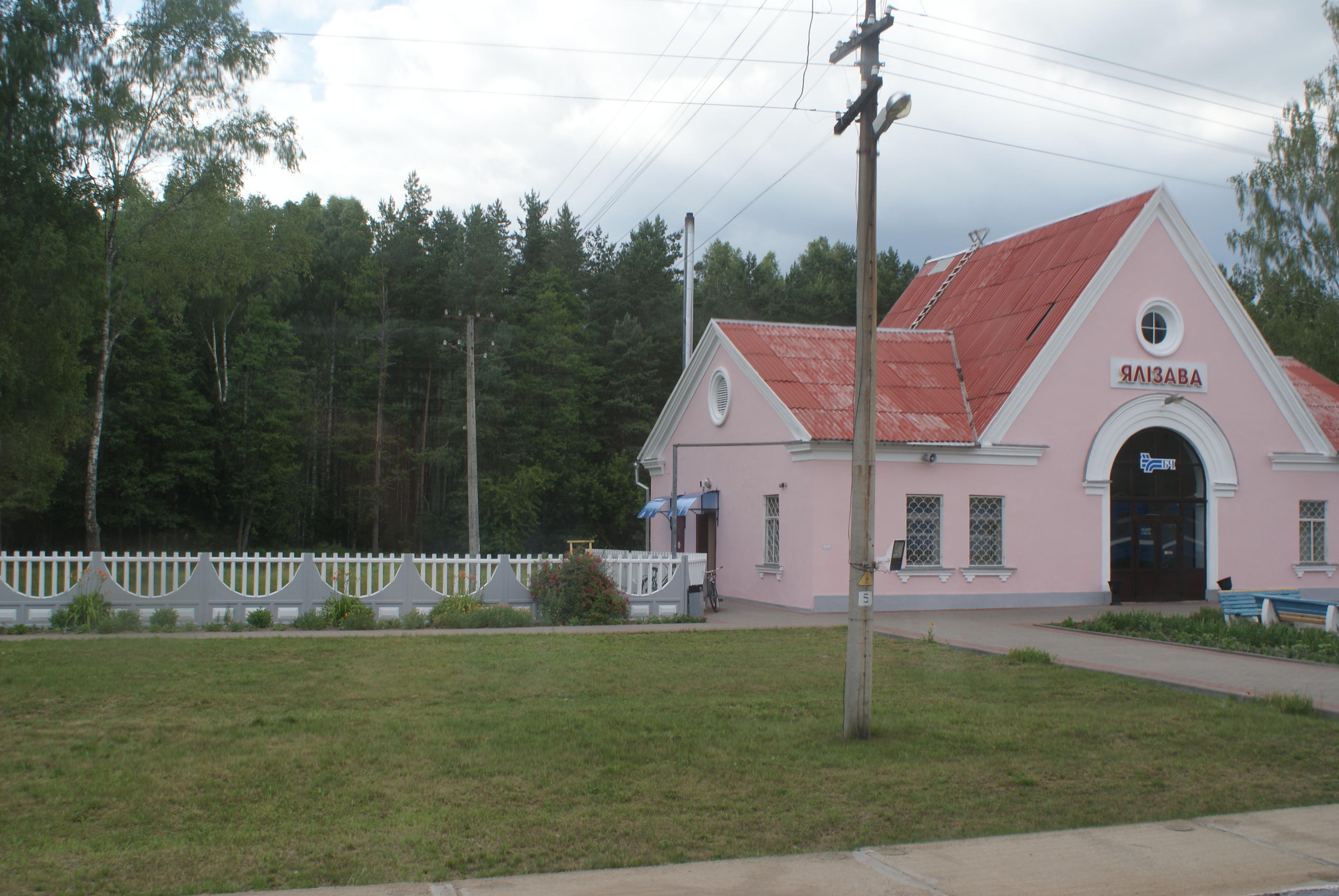
Jalizava
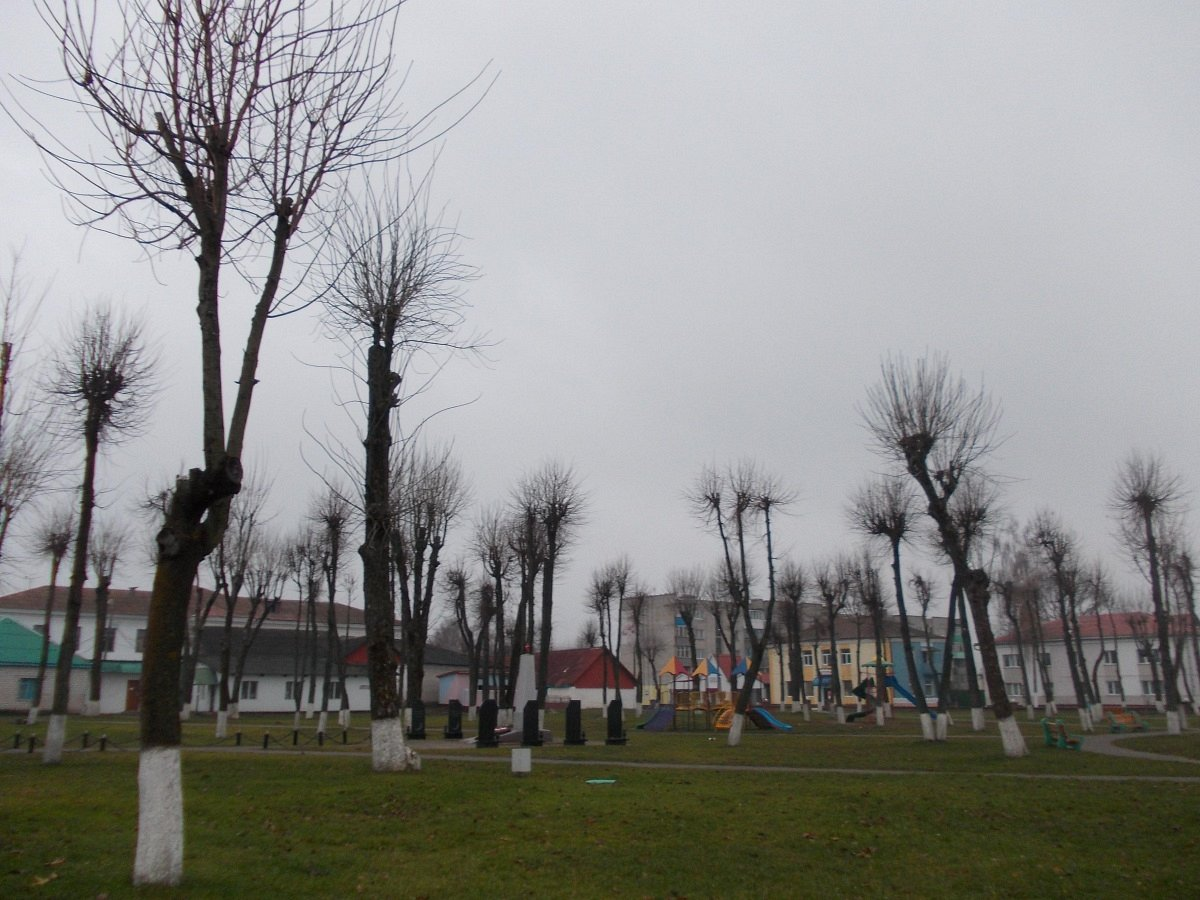
Krasnapollie